# Bobasatrania
Bobasatrania è un genere di pesci ossei estinto appartenente ai bobasatraniiformi. Visse nel Triassico inferiore - Triassico medio (circa 250 - 240 milioni di anni fa) e i suoi resti fossili sono stati ritrovati in Madagascar, Nordamerica, Asia, Europa e Groenlandia.

## Descrizione
Questo pesce era solitamente di dimensioni medio-piccole, e la maggior parte delle specie di Bobasatrania non superavano i 30 centimetri di lunghezza; la specie Bobasatrania canadensis, invece, sfiorava il metro di lunghezza. Bobasatrania era dotato di un corpo molto compresso lateralmente e a forma di diamante; la testa era grande ma dotata di un muso corto e alto, con occhi grandi e una bocca piccola e profonda, con denti atti a triturare. Bobasatrania era dotato di una singola piastra dentaria mediana piuttosto grande (sia nella mandibola che nella mascella), sulla quale si sviluppavano molteplici file di denti.
La pinna dorsale era molto alta e a forma di triangolo appuntito nella parte iniziale, per poi divenire molto bassa e allungata lungo la parte posteriore del dorso; la pinna anale era pressoché speculare a quella dorsale; di fronte alle pinne dorsale e anale erano presenti scaglie robuste e rialzate, che andavano a sovrapporsi l'una all'altra. Le pinne pettorali erano strette e allungate, mentre erano del tutto assenti le pinne ventrali. La pinna caudale era fortemente biforcuta. Il corpo di Bobasatrania era completamente ricoperto da scaglie alte e a forma di rettangolo; queste scaglie erano più grandi nella zona immediatamente dietro il cranio e nella parte anteriore del corpo, per poi divenire più piccole lungo la parte posteriore del margine ventrale.  

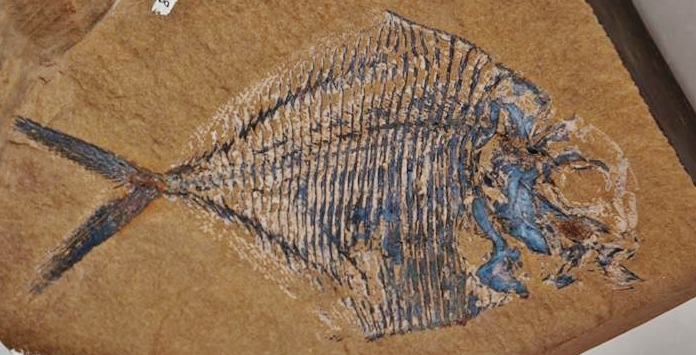
Fossile di Bobasatrania canadensis

## Classificazione

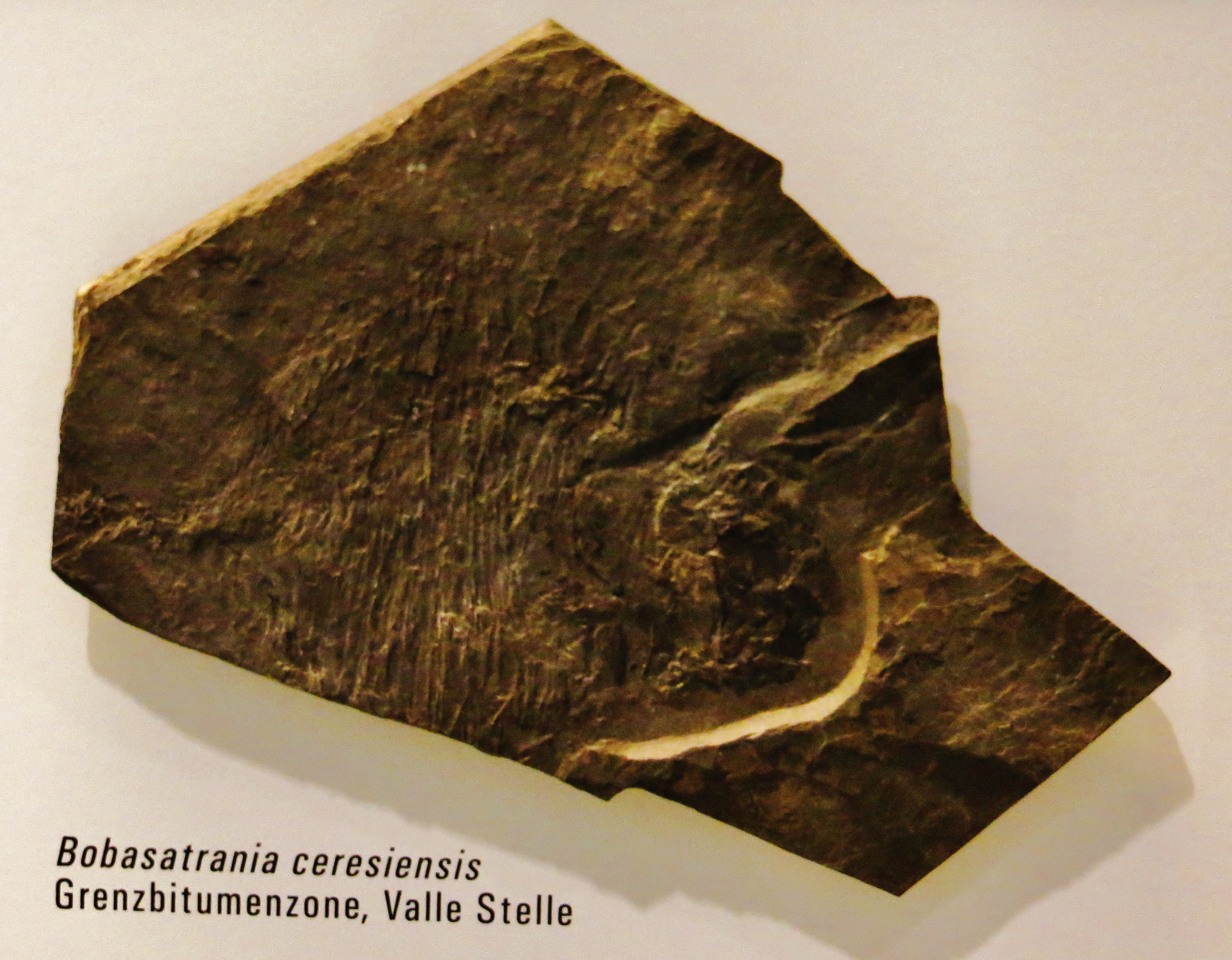
Fossile di Bobasatrania ceresiensis

Il genere Bobasatrania venne descritto per la prima volta nel 1932 da E. I. White, che descrisse la specie tipo Bobasatrania mahavavica sulla base di fossili ritrovati in terreni del Triassico inferiore del Madagascar. Nello stesso anno, Stensiö descrisse la specie B. groenlandica basandosi su fossili ritrovati in Groenlania orientale in terreni più o meno coevi. Stensiö, inoltre, attribuì allo stesso genere anche la specie B. nathorsti dell'isola di Spitzbergen, che lui stesso aveva descritto nel 1921 come appartenente al genere Platysomus. Altre specie in seguito attribuite a Bobasatrania sono B. ceresiensis (Triassico medio della Svizzera; Bürgin, 1992), B. scutata (Ladinico della Germania, la specie più recente; Böttcher, 2014) e B. canadensis (Triassico inferiore della Columbia Britannica), quest'ultima considerata la più grande del genere e inizialmente attribuita da Lawrence Lambe a Platysomus. Altri fossili attribuiti a Bobasatrania sono stati ritrovati in Ungheria, Italia e Pakistan. 

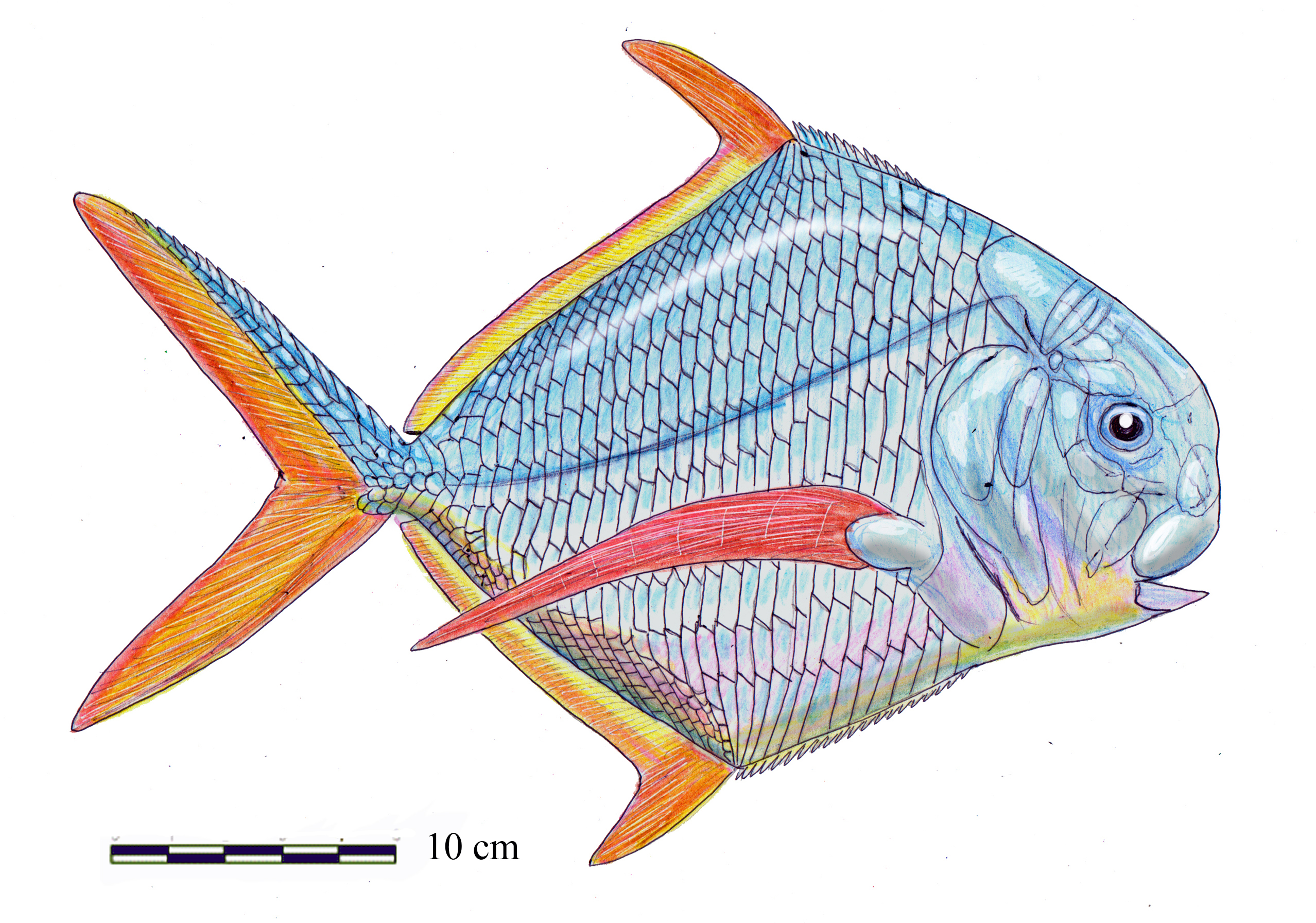
Ricostruzione di Bobasatrania canadensis

Bobasatrania è stato ascritto inizialmente ai platisomoidi, un gruppo di pesci ossei arcaici tipici del Permiano e del Triassico, caratterizzati da corpi alti e compressi lateralmente. Successivamente, Bobasatrania è stato considerato il genere eponimo dell'ordine Bobasatraniiformes, comprendente anche forme come Ecrinesomus dixoni ed Ebenaqua ritchiei.

## Paleobiologia
Con il corpo alto e stretto, probabilmente Bobasatrania si muoveva tra gli anfratti e le rocce di mari bassi e tranquilli; la possente dentatura serviva a triturare materiale vegetale, e ricorda l'apparato dentario degli attuali osteoglossomorfi (Böttcher, 2014).